# Beaurains
Beaurains ist eine französische Gemeinde mit 5530 Einwohnern (Stand: 1. Januar 2022) im Département Pas-de-Calais in der Region Hauts-de-France. Sie gehört zum Arrondissement Arras und zum Kanton Arras-3.

## Geografie
Die Gemeinde Beaurains grenzt als banlieue direkt südlich an die Stadt Arras. Nachbargemeinde von Beaurains sins Arras im Norden, Tilloy-lès-Mofflaines im Nordosten, Neuville-Vitasse im Südosten, Mercatel im Süden, Agny im Westen und Achicourt im Nordwesten. Durch die Gemeinde führt die Route nationale 17.

## Geschichte
Der erste Kirchenbau an diesem Ort kann für das Jahr 674 nachgewiesen werden. Im Siechenhaus wurde Jean Bodel während des 12. Jahrhunderts behandelt.
Im Dezember 1922 wurde der Schatz von Beaurains entdeckt. Es handelte sich um einen Hortfund mit Keramikwaren, Silberkandelaber, Münzen, Schmuck und weiterem Geschmeide aus dem 3. Jahrhundert. Der Schatz ist teilweise verschollen, großteils aber im British Museum in London und im Museum von Arras ausgestellt.

### Bevölkerungsentwicklung
| Jahr                       | 1962 | 1968 | 1975 | 1982 | 1990 | 1999 | 2006 | 2015 | 2022 |
| -------------------------- | ---- | ---- | ---- | ---- | ---- | ---- | ---- | ---- | ---- |
| Einwohner                  | 1649 | 2012 | 3982 | 3922 | 4379 | 4708 | 4997 | 5529 | 5530 |
| Quellen: Cassini und INSEE |      |      |      |      |      |      |      |      |      |

## Sehenswürdigkeiten
- Kirche Saint-Martin, erbaut 1924
- Kirche Saint-Curé d’Ars, in den 1960er Jahren erbaut
- Ruinen des alten Schlosses
- ehemalige Bergbausiedlungen Cité de Bucquoy und Cité Pierre Bolle
- drei Wassertürme
- britischer Soldatenfriedhof des Ersten Weltkriegs

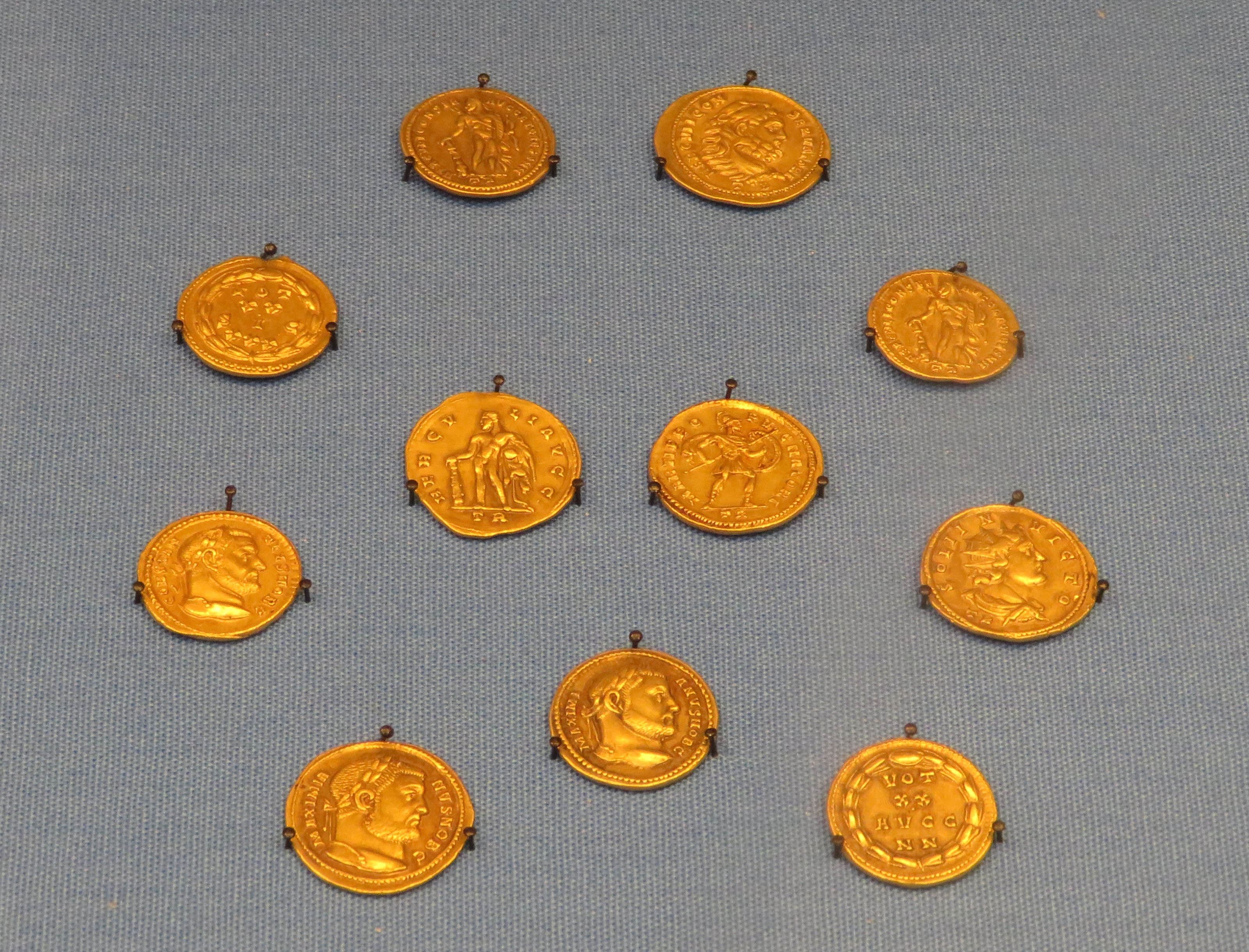
Münzen aus dem Schatz von Beaurains aus dem 3. Jahrhundert
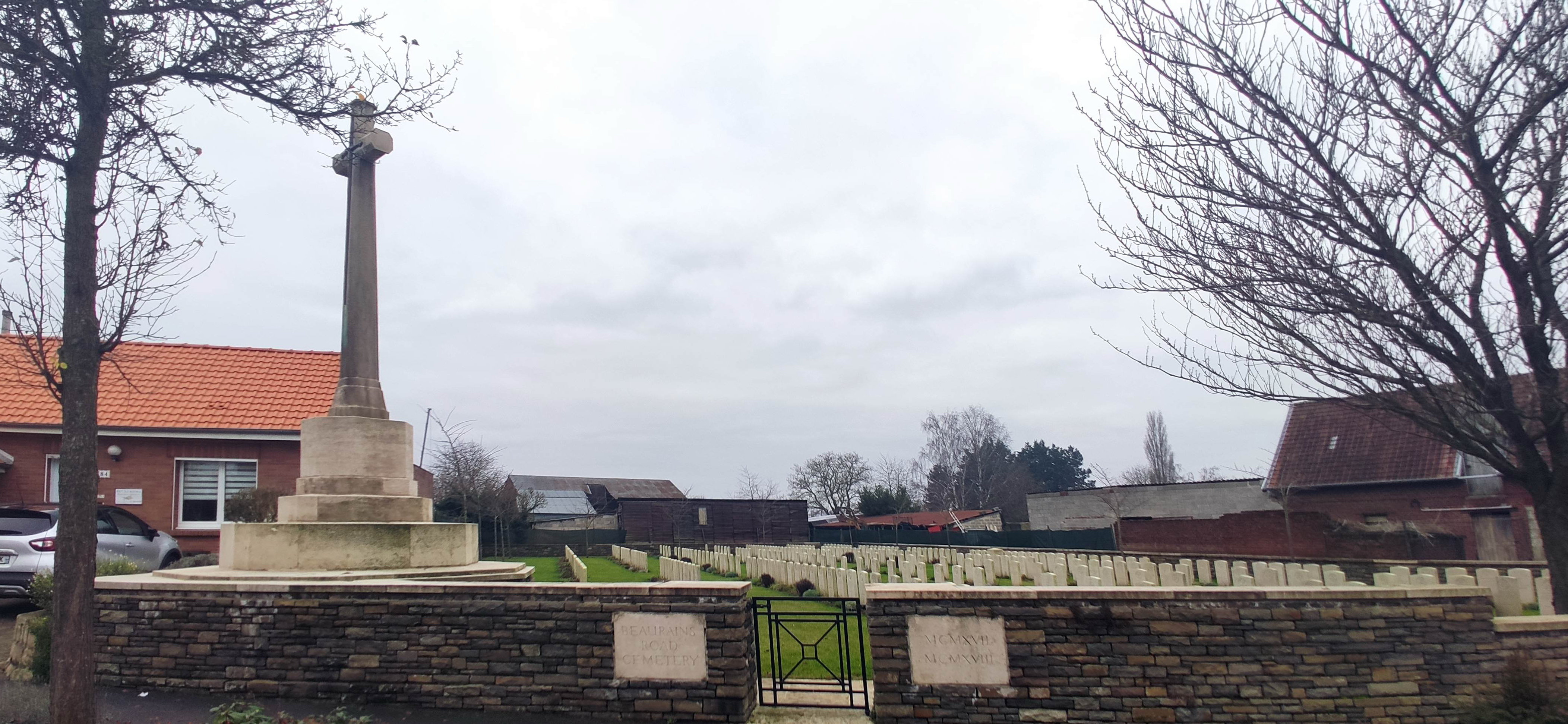
Britischer Soldatenfriedhof „Road Cemetery“

## Persönlichkeiten
- Jean-Louis Cottigny (* 1950), Politiker, vormals Bürgermeister von Beaurains